# Nucli familiar

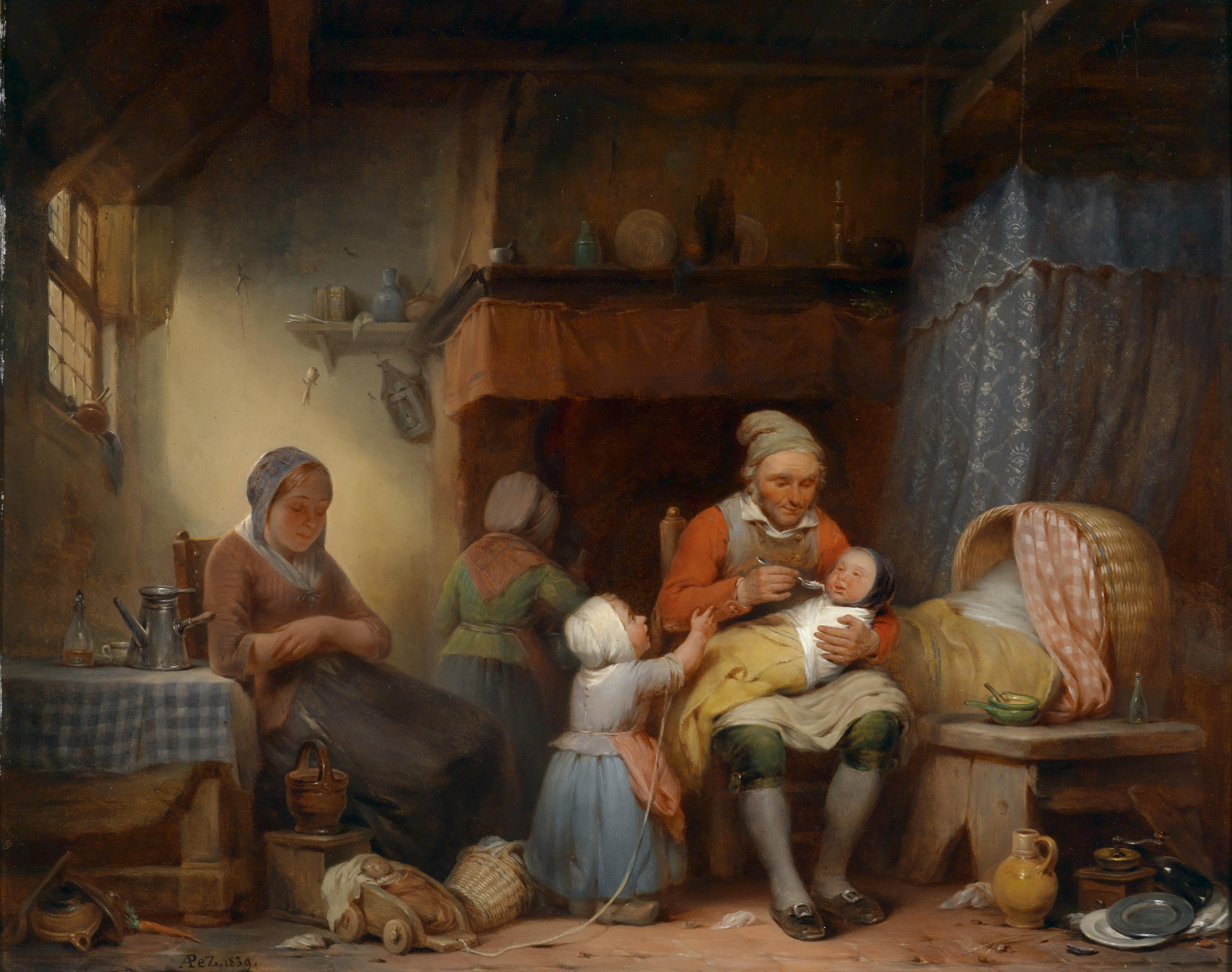
Familienidylle obra d'Aimé Pez, 1839

Un nucli familiar és el conjunt de persones d'una família unides pel vincle d'aliança o de filiació. Es pot definir també com la unitat jeràrquica intermèdia entre l'habitant i la família. Aquest terme, d'acord amb la tipologia estàndard elaborada per les Nacions Unides, correspon a una concepció restringida de la família limitada als vincles de parentiu més estrets. Segons aquesta tipologia estàndard hi ha quatre tipus de nuclis familiars: matrimoni o parella sense fills; matrimoni o parella amb fills; pare amb fills, i mare amb fills.

## Definicions governamentals
A efectes estadístics al Regne Unit, una llar es defineix com una persona o un grup de persones que tenen l'allotjament com a única o principal residència i per a un grup, comparteixen almenys un àpat al dia o comparteixen l'habitatge, és a dir, una sala d'estar o habitació. La introducció de legislació per controlar cases de múltiples ocupacions a la Llei d'Habitatge del Regne Unit (2004) va requerir una definició més estricta d'una sola llar. Les persones poden ser considerades com una llar si estan emparentades: pura o mestissa, adoptiva, padrastre/fill, sogres (i equivalent per a parelles no casades), una parella casada o soltera però vivint com... (parelles del mateix o diferent de sexe).
La definició del cens dels Estats Units també depèn d'«habitatges separats»: aquells en què els ocupants viuen i mengen separats de qualsevol altra persona a l'edifici. Segons el cens dels EUA, un cap de família és la persona (o una de les persones) en nom de la qual es posseeix o es lloga (manté) la unitat d'habitatge; si cap persona qualifica, qualsevol resident adult d'una unitat d'habitatge es considera cap de família. El govern dels EUA anteriorment usava "cap de la llar" i "cap de família", però aquests termes van ser reemplaçats per "cap de família" el 1980. En la definició del cens d'una família,
| « | ... inclou totes les persones que ocupen un habitatge. Una unitat d'habitatge és una casa, un apartament, una casa mòbil, un grup d'habitacions o una habitació individual que està ocupada (o si està vacant, està destinada a ser ocupada) com a habitatge separat. Els habitatges separats són aquells on els ocupants viuen i mengen separats de qualsevol altra persona a l'edifici i que tenen accés directe des de l'exterior de l'edifici oa través d'un saló comú. Els ocupants poden ser una sola família, una persona que visqui sola, dues o més famílies que visquin juntes o qualsevol altre grup de persones emparentades o no emparentades que comparteixin arranjaments de vivenda. (Les persones que no viuen a llars es classifiquen com que viuen en allotjaments grupals). | » |

El 15 de juliol de 1998, Statistics Canada va dir que: Una llar es defineix generalment com a compost per una persona o grup de persones que co-resideixen o ocupen un habitatge.

## Definició econòmica
Encara que una teoria econòmica de flux d'ingressos únic simplifica el modelatge, no necessàriament reflecteix la realitat. Moltes llars, si no la majoria, tenen diversos membres que obtenen ingressos. La majoria dels models econòmics no equiparen les llars i les famílies tradicionals, i no sempre hi ha una relació entre les llars i les famílies.

## Definicions socials
A treball social, una llar es defineix de manera similar: un grup residencial en què les tasques domèstiques es divideixen i realitzen per caps de família. La cura pot ser lliurada per un cap de família a un altre, depenent de les seves respectives necessitats, habilitats i, potser, discapacitats. La composició de la llar pot afectar les expectatives de vida i salut i els resultats dels seus membres. L'elegibilitat per a serveis comunitaris i beneficis socials pot dependre de la composició de la llar.
A sociologia, l'estratègia del treball domèstic, (un terme encunyat per Ray Pahl en el seu llibre de 1984 Divisions del treball) és la divisió del treball entre els membres d'una llar. Les estratègies de treball de la llar varien al llarg del cicle de vida a mesura que els membres de la llar envelleixen o amb l'entorn econòmic; poden ser imposats per una sola persona o decidits col·lectivament.
El feminisme examina com els rols de gènere afecten la divisió del treball a les llars. A The Second Shift i The Time Bind, el sociòleg Arlie Russell Hochschild presenta evidència que en parelles de dues carreres, homes i dones passen aproximadament la mateixa quantitat de temps treballant; no obstant això, les dones dediquen més temps a les feines de la llar. Cathy Young (una altra escriptora feminista) diu que, en alguns casos, les dones poden impedir la participació igualitària dels homes en les tasques de la llar i la criança dels fills.

## Models
Els models de llar al món de parla anglesa inclouen famílies tradicionals i mixtes, habitatges compartits i llars grupals per a persones amb necessitats de suport. Altres models que poden complir amb les definicions d'una llar inclouen pensions, cases en ocupació múltiple (Regne Unit) i ocupació d'habitació individual (EUA).

## Estadístiques d'habitatge

### Habitatge amb banys
| País          | 1960  | 1970  | 1980  |
| ------------- | ----- | ----- | ----- |
| Bèlgica       | 23.6% | 49.1% | 73.9% |
| Dinamarca     | 39.4% | 73.1% | 85.4% |
| França        | 28.0% | 48.9% | 85.2% |
| Alemanya      | 51.9% | 71.5% | 92.3% |
| Grècia        | 10.4% | -     | 69.3% |
| Irlanda       | 33.0% | 55.3% | 82.0% |
| Itàlia        | 10.7% | 64.5% | 86.4% |
| Luxemburg     | 45.7% | 69.4% | 86.2% |
| Països Baixos | 30.3% | 75.5% | 95.9% |
| Portugal      | 18.6% | -     | 58%   |
| Espanya       | 24.0% | 77.8% | 85.3% |
| Regne Unit    | 78.3% | 90.9% | 98.0% |

### Habitatges amb WC interior, banyera/dutxa i aigua corrent calenta (1988)
| País          | WC interior | Dutxa al bany | Aigua calenta corrent |
| ------------- | ----------- | ------------- | --------------------- |
| Bèlgica       | 94%         | 92%           | 87%                   |
| Dinamarca     | 97%         | 94%           | N/A                   |
| França        | 94%         | 93%           | 95%                   |
| Alemanya      | 99%         | 97%           | 98%                   |
| Grècia        | 85%         | 85%           | 84%                   |
| Irlanda       | 94%         | 92%           | 91%                   |
| Itàlia        | 99%         | 95%           | 93%                   |
| Luxemburg     | 99%         | 97%           | 97%                   |
| Països Baixos | N/A         | 99%           | 100%                  |
| Portugal      | 80%         | N/A           | N/A                   |
| Espanya       | 97%         | 96%           | N/A                   |
| Regne Unit    | 99%         | 100%          | N/A                   |

### Censos de 1981-1982
| País       | Dutxa al bany | WC interior | Calefacció central |
| ---------- | ------------- | ----------- | ------------------ |
| Bèlgica    | 73.9%         | 79.0%       | -                  |
| Dinamarca  | 85.1%         | 95.8%       | 54.6%              |
| França     | 85.2%         | 85.4%       | 67.6%              |
| Alemanya   | 92.3%         | 96.0%       | 70.0%              |
| Grècia     | 69.3%         | 70.9%       | -                  |
| Irlanda    | 82.0%         | 84.5%       | 39.2%              |
| Itàlia     | 86.4%         | 87.7%       | 56.5%              |
| Luxemburg  | 86.2%         | 97.3%       | 73.9%              |
| Holanda    | 95.9%         | -           | 66.1%              |
| Portugal   | 58.0%         | 58.7%       | -                  |
| Espanya    | 85.3%         | -           | 22.5%              |
| Regne Unit | 98.0%         | 97.3%       | -                  |

### Superfície útil mitjana, 1976
| País                | Àrea                 |
| ------------------- | -------------------- |
| Àustria             | 86 m2 (930 sq ft)    |
| Bèlgica             | 97 m2 (1,040 sq ft)  |
| Bulgària            | 63 m2 (680 sq ft)    |
| Canadà              | 89 m2 (960 sq ft)    |
| Txecoslovàquia      | 69 m2 (740 sq ft)    |
| Dinamarca           | 122 m2 (1,310 sq ft) |
| Finlàndia           | 71 m2 (760 sq ft)    |
| França              | 82 m2 (880 sq ft)    |
| Alemanya oriental   | 60 m2 (650 sq ft)    |
| Alemanya occidental | 95 m2 (1,020 sq ft)  |
| Grècia              | 80 m2 (860 sq ft)    |
| Hongria             | 65 m2 (700 sq ft)    |
| Irlanda             | 88 m2 (950 sq ft)    |
| Luxemburg           | 107 m2 (1,150 sq ft) |
| Holanda             | 71 m2 (760 sq ft)    |
| Noruega             | 89 m2 (960 sq ft)    |
| Polònia             | 58 m2 (620 sq ft)    |
| Portugal            | 104 m2 (1,120 sq ft) |
| Romania             | 54 m2 (580 sq ft)    |
| Unió Soviètica      | 49 m2 (530 sq ft)    |
| Espanya             | 82 m2 (880 sq ft)    |
| Suècia              | 109 m2 (1,170 sq ft) |
| Suïssa              | 98 m2 (1,050 sq ft)  |
| Regne Unit          | 70 m2 (750 sq ft)    |
| Estats Units        | 120 m2 (1,300 sq ft) |
| Iugoslàvia          | 65 m2 (700 sq ft)    |

### Superfície mitjana utilitzable, 1994
| País              | Àrea                  |
| ----------------- | --------------------- |
| Àustria           | 85.3 m2 (918 sq ft)   |
| Bèlgica           | 86.3 m2 (929 sq ft)   |
| Dinamarca         | 107 m2 (1,150 sq ft)  |
| Finlàndia         | 74.8 m2 (805 sq ft)   |
| França            | 85.4 m2 (919 sq ft)   |
| Alemanya Federal  | 64.4 m2 (693 sq ft)   |
| Alemanya Oriental | 86.7 m2 (933 sq ft)   |
| Grècia            | 79.6 m2 (857 sq ft)   |
| Irlanda           | 88 m2 (950 sq ft)     |
| Itàlia            | 92.3 m2 (994 sq ft)   |
| Luxemburg         | 107 m2 (1,150 sq ft)  |
| Països Baixos     | 98.6 m2 (1,061 sq ft) |
| Espanya           | 86.6 m2 (932 sq ft)   |
| Suècia            | 92 m2 (990 sq ft)     |
| Regne Unit        | 79.7 m2 (858 sq ft)   |

### Superficie útil, 1992-1993
| País          | Any  | Àrea                   |
| ------------- | ---- | ---------------------- |
| Austràlia     | 1993 | 191 m2 (2,060 sq ft)   |
| Estats Units  | 1992 | 153.2 m2 (1,649 sq ft) |
| Corea del Sud | 1993 | 119.3 m2 (1,284 sq ft) |
| Regne Unit    | 1992 | 95 m2 (1,020 sq ft)    |
| Alemanya      | 1993 | 90.8 m2 (977 sq ft)    |
| Japó          | 1993 | 88.6 m2 (954 sq ft)    |

### Llars sense WC interior, 1980
| País             | %   |
| ---------------- | --- |
| Bèlgica          | 19% |
| França           | 17% |
| Alemanya Federal | 7%  |
| Grècia           | 29% |
| Irlanda          | 22% |
| Itàlia           | 11% |
| Japó             | 54% |
| Noruega          | 17% |
| Portugal         | 43% |
| Espanya          | 12% |
| Regne Unit       | 6%  |

### Llars sense bany o dutxa
| País             | %   |
| ---------------- | --- |
| Bèlgica          | 24% |
| França           | 17% |
| Alemanya Federal | 11% |
| Itàlia           | 11% |
| Japó             | 17% |
| Noruega          | 18% |
| Espanya          | 39% |
| Regne Unit       | 4%  |

### Llars amb un WC interior
| País          | 1960–61 | 1970–71 | 1978–79 |
| ------------- | ------- | ------- | ------- |
| Gran Bretanya | 87%     | 88%     | 95%     |
| Alemanya      | 64%     | 85%     | 92.5%   |

### Llars amb bany o dutxa
| País          | 1960–61 | 1970–71 | 1978–79 |
| ------------- | ------- | ------- | ------- |
| Gran Bretanya | 72%     | 91%     | 94.3%   |
| Alemanya      | 51%     | 82%     | 89.1%   |

### La primera residència a França manca de comoditats
| Any  | Aigua corrent | WC    | Bany o dutxa | Calefacció central |
| ---- | ------------- | ----- | ------------ | ------------------ |
| 1962 | 21.6%         | 59.5% | 71.1%        | 80.7%              |
| 1968 | 9.2%          | 45.2% | 52.5%        | 65.1%              |
| 1975 | 2.8%          | 26.2% | 29.8%        | 46.9%              |
| 1978 | 1.3%          | 20.9% | 22.9%        | 39.7%              |

### Llars amb calefacció central
| País          | 1970 | 1978 |
| ------------- | ---- | ---- |
| Gran Bretanya | 34%  | 53%  |
| Alemanya      | 44%  | 64%  |

### Habitatges dels EUA amb serveis de bany, 1970
| Amenity      | %   |
| ------------ | --- |
| Bath/shower  | 95% |
| Flush toilet | 96% |

### Serveis a Alemanya de l'Est
| Serveis            | 1961  | 1971  | 1979 |
| ------------------ | ----- | ----- | ---- |
| Aigua corrent      | 66%   | 82.2% | 89%  |
| WC                 | 33%   | 41.8% | 50%  |
| Bany/dutxa         | 22.4% | 38.7% | 50%  |
| Calefacció central | 2.5%  | 10.6% | 22%  |

### Equipament dels habitatges europeus, 1970-71
| País           | Aigua corrent | WC    | Bany/dutxa |
| -------------- | ------------- | ----- | ---------- |
| Àustria        | 84.2%         | 69.8% | 52.9%      |
| Bèlgica        | 88.0%         | 50.4% | 47.8%      |
| Txecoslovàquia | 75.3%         | 49.0% | 58.6%      |
| Dinamarca      | 98.7%         | 90.3% | 76.5%      |
| Finlàndia      | 72.0%         | 61.4% | -          |
| Grècia         | 64.9%         | 41.2% | 35.6%      |
| Hongria        | 36.1%         | 27.2% | 31.7%      |
| Irlanda        | 78.2%         | 69.2% | 55.4%      |
| Itàlia         | 86.1%         | 79.0% | 64.5%      |
| Països Baixos  | -             | 80.8% | 81.4%      |
| Noruega        | 97.5%         | 69.0% | 66.1%      |
| Portugal       | 47.8%         | 33.7% | 32.6%      |
| Espanya        | 70.9%         | 70.9% | 46.4%      |
| Suècia         | 97.4%         | 90.1% | 78.3%      |
| Suïssa         | -             | 93.3% | 80.9%      |
| Regne Unit     | -             | 86.3% | 90.7%      |
| Iugoslàvia     | 33.6%         | 26.2% | 24.6%      |

### Llars britàniques que no tenen comoditats
| Any  | Bany  | WC Intern / WC Extern | Aigua calenta corrent | Intern WC |
| ---- | ----- | --------------------- | --------------------- | --------- |
| 1951 | 37.6% | 7.7%                  | -                     | -         |
| 1961 | 22.4% | 6.5%                  | 21.8%                 | -         |
| 1966 | 15.4% | 1.7%                  | 12.5%                 | 18.3%     |
| 1971 | 9.1%  | 1.1%                  | 6.5%                  | 11.5%     |

### Llars britàniques que comparteixen serveis
| Any  | Bany | Intern/extern WC | Aigua calenta corrent | WC interior |
| ---- | ---- | ---------------- | --------------------- | ----------- |
| 1951 | 7.5% | 14.9%            | -                     | -           |
| 1961 | 4.4% | 6.7%             | 1.8%                  | -           |
| 1966 | 4.1% | 6.4%             | 2.0%                  | 4.4%        |
| 1971 | 3.2% | 4.1%             | 1.9%                  | 3.1%        |

### Llars amb béns duradors, 1964-1971
| País             | Any  | Rentadora | Frigorífic | Televisió | Telèfon |
| ---------------- | ---- | --------- | ---------- | --------- | ------- |
| Irlanda del Nord | 1971 | 45.4%     | 40.1%      | 87.5%     | 27.0%   |
| Escòcia          | 1971 | 65.0%     | 53.2%      | 92.1%     | 36.1%   |
| Regne Unit       | 1964 | 53.0%     | 34.0%      | 80.0%     | 2.2%    |
| Regne Unit       | 1971 | 64.3%     | 68.8%      | 91.4%     | 37.8%   |
| Estats Units     | 1965 | 87.4%     | 99.5%      | 97.1%     | 85.0%   |
| Estats Units     | 1970 | 92.1%     | 99.85      | 98.7%     | 92.0%   |

### Treballadors manuals de la CEE amb béns duradors, 1963-1964
| País          | Rentadora | Frigorífic | Televisió | Telèfon |
| ------------- | --------- | ---------- | --------- | ------- |
| Bèlgica       | 74.7%     | 24.9%      | 47.6%     | 8.2%    |
| França        | 39.6%     | 47.0%      | 34.4%     | 1.4%    |
| West Alemanya | 66.2%     | 62.1%      | 51.3%     | 1.8%    |
| Itàlia        | 13.6%     | 50.2%      | 47.9%     | 20.0%   |
| Luxemburg     | 82.3%     | 64.7%      | 27.9%     | 23.0%   |
| Països Baixos | 80.4%     | 25.5%      | 58.0%     | 9.4%    |

### Treballadors d'oficina de la CEE amb béns duradors, 1963-1964
| País             | Rentadora | Frigorífic | Televisió | Telèfon |
| ---------------- | --------- | ---------- | --------- | ------- |
| Bèlgica          | 68.5%     | 57.3%      | 48.3%     | 40.0%   |
| França           | 48.2%     | 71.3%      | 43.3%     | 15.2%   |
| Alemanya Federal | 62.2%     | 79.1%      | 51.8%     | 19.6%   |
| Itàlia           | 38.3%     | 81.9%      | 79.3%     | 57.9%   |
| Luxemburg        | 82.3%     | 79.2%      | 25.2%     | 67.3%   |
| Països Baixos    | 73.9%     | 51.6%      | 56.2%     | 57.4%   |

### Habitatges amb serveis, 1960-71
| País                       | Any  | Aigua corrent | Aigua corrent interior | Lavabo | Inodor amb cisterna | Bany/dutxa |
| -------------------------- | ---- | ------------- | ---------------------- | ------ | ------------------- | ---------- |
| Àustria                    | 1961 | 100.0%        | 63.6%                  | -      | -                   | 29.6%      |
| Àustria                    | 1970 | -             | 85.3%                  | 69.7%  | -                   | 54.5%      |
| Bèlgica                    | 1961 | 76.9%         | -                      | 99.9%  | 47.6%               | 24.3%      |
| Bulgària                   | 1965 | 28.5%         | 28.2%                  | 100.0% | 11.8%               | 8.7%       |
| Canadà                     | 1961 | 89.1%         | -                      | -      | 85.2%               | 80.3%      |
| Canadà                     | 1967 | -             | 95.2%                  | 93.5%  | 92.5%               | 89.8%      |
| Canadà                     | 1971 | -             | -                      | -      | 95.4%               | 93.4%      |
| Txecoslovàquia             | 1961 | 60.5%         | 49.1%                  | -      | 39.5%               | 33.3%      |
| Dinamarca                  | 1960 | -             | 92.9%                  | 100.0% | 83.6%               | 48.3%      |
| Dinamarca                  | 1965 | 96.7%         | 96.7%                  | 100.0% | 90.9%               | 63.4%      |
| Anglaterra i País de Gales | 1961 | -             | 98.7%                  | 93.4%  | -                   | 78.7%      |
| Anglaterra i País de Gales | 1966 | -             | -                      | -      | 98.2%               | 85.1%      |
| Finlàndia                  | 1960 | 47.1%         | 47.1%                  | -      | 35.4%               | 14.6%      |
| França                     | 1962 | -             | 77.5%                  | 43.1%  | 39.3%               | 28.0%      |
| França                     | 1968 | 92.8%         | 91.5%                  | 56.2%  | 53.2%               | 48.9%      |
| Alemanya Oriental          | 1961 | -             | 65.7%                  | 33.7%  | -                   | 22.1%      |
| Alemanya Federal           | 1965 | -             | 98.2%                  | -      | 83.3%               | 64.3%      |
| Alemanya Federal           | 1968 | 99.0%         | -                      | -      | 86.5%               | 66.8%      |
| Hongria                    | 1960 | -             | -                      | 100.0% | 22.5%               | -          |
| Hongria                    | 1963 | 32.5%         | 25.9%                  | -      | -                   | 18.5%      |
| Hongria                    | 1970 | 58.6%         | 36.4%                  | 100.0% | 32.7%               | 32.2%      |
| Irlanda                    | 1961 | 57.2%         | 51.0%                  | 64.9%  | 53.5%               | 33.2%      |
| Itàlia                     | 1961 | 71.6%         | 62.3%                  | 89.5%  | -                   | 28.9%      |
| Luxemburg                  | 1960 | 98.8%         | -                      | 100.0% | 81.6%               | 45.7%      |
| Països Baixos              | 1956 | 89.6%         | -                      | 99.9%  | 67.5%               | 26.8%      |
| Nova Zelanda               | 1960 | -             | 90.0%                  | -      | -                   | -          |
| Nova Zelanda               | 1961 | 99.6%         | 87.8%                  | -      | 88.5%               | -          |
| Nova Zelanda               | 1966 | 99.7%         | 90.3%                  | -      | 94.0%               | 98.1%      |
| Noruega                    | 1960 | 94.0%         | 92.8%                  | 100.0% | 57.9%               | 45.2%      |
| Polònia                    | 1960 | 39.1%         | 29.9%                  | 26.9%  | 18.9%               | 13.9%      |
| Polònia                    | 1966 | -             | 46.8%                  | -      | 33.3%               | -          |
| Romania                    | 1966 | 48.4%         | 12.3%                  | 100.0% | 12.2%               | 9.6%       |
| Escòcia                    | 1961 | -             | 94.0%                  | -      | 92.8%               | 69.9%      |
| Escòcia                    | 1966 | -             | -                      | -      | 95.7%               | 77.4%      |
| Suècia                     | 1960 | -             | 90.0%                  | -      | 76.2%               | 61.0%      |
| Suècia                     | 1965 | 95.2%         | 94.3%                  | 99.7%  | 85.3%               | 72.9%      |
| Suïssa                     | 1960 | -             | 96.1%                  | 99.7%  | -                   | 68.8%      |
| Estats Units               | 1960 | 94.0%         | 92.9%                  | -      | 89.7%               | 88.1%      |
| Iugoslàvia (urbana)        | 1961 | -             | 42.4%                  | 34.5%  | -                   | 22.5%      |

### Llars europees amb almenys un cotxe, 1978
| País             | %     |
| ---------------- | ----- |
| Bèlgica          | 69.9% |
| Dinamarca        | 57.0% |
| França           | 66.9% |
| Alemanya Federal | 62.6% |
| Irlanda          | 65.1% |
| Itàlia           | 69.1% |
| Països Baixos    | 67.2% |
| Regne Unit       | 54.4% |

### Tinència de l'habitatge, 1980-1990
| País          | Any  | Lloguer públic | Lloguer privat | Ocupat pel propietari |
| ------------- | ---- | -------------- | -------------- | --------------------- |
| Austràlia     | 1988 | 5%             | 25%            | 70%                   |
| Bèlgica       | 1986 | 6%             | 30%            | 62%                   |
| Dinamarca     | 1990 | 21%            | 21%            | 58%                   |
| França        | 1990 | 17%            | 30%            | 53%                   |
| Alemanya      | 1990 | 25%            | 38%            | 37%                   |
| Irlanda       | 1990 | 14%            | 9%             | 78%                   |
| Itàlia        | 1990 | 5%             | 24%            | 64%                   |
| Països Baixos | 1988 | 43%            | 13%            | 44%                   |
| Espanya       | 1989 | 1%             | 11%            | 88%                   |
| Regne Unit    | 1990 | 27%            | 7%             | 66%                   |
| Estats Units  | 1980 | 2%             | 32%            | 66%                   |

### Llars de laCEEamb jardí, 1963-64
| País          | %   |
| ------------- | --- |
| Bèlgica       | 58% |
| França        | 47% |
| Itàlia        | 17% |
| Països Baixos | 21% |
| Alemanya      | 45% |
| Luxemburg     | 81% |

### Llars amb béns duradors, 1962
| País          | Televisió | Aspiradora | Rentadora | Frigorífic | Vehicle |
| ------------- | --------- | ---------- | --------- | ---------- | ------- |
| França        | 25%       | 32%        | 31%       | 37%        | 33%     |
| Gran Bretanya | 78%       | 71%        | 43%       | 22%        | 30%     |
| Estats Units  | 87%       | 75%        | 95%       | 98%        | 75%     |

### El nucli familiar a Espanya
L'any 1974 es calcula que el 12% de la població espanyola vivia en una casa unifamiliar, mentre que el 23% vivia en una casa adossada, el 61% en un pis o pis, i el 4% en altres tipus d'habitatges (remolcs, mobil homes, etc.). Pel que fa a les comoditats, el 1970/75 s'estima que el 29% de totes les cases estaven sense lavabo, el 4% sense il·luminació elèctrica, el 54% sense banyera o dutxa i un 32% sense canalització d'aigua.

### El nucli familiar a França
Entre 1954 i 1973, el percentatge de cases franceses amb dutxa o bany va augmentar del 10 al 65 %. Durant aquest període, el percentatge d'habitatges sense lavabos va baixar del 73 al 30 %; les cases sense aigua corrent van caure del 42 al 3,4 %. Una llei de 1948 va permetre augments graduals i a llarg termini del lloguer dels pisos existents amb la condició que una part dels diners es gastés en reparacions. Segons John Ardagh, la llei, "aplicada amb vigor, va tenir en part un èxit en el seu doble objectiu: fomentar tant les reparacions com la construcció nova. El 1974 s'estima que el 17% de la població francesa vivia en una casa unifamiliar, mentre que el 2% vivia en una casa adossada, el 78% en un apartament o pis i el 3% en altres tipus d'habitatges (remolcs, cases mòbils, etc.). Pel que fa a les comoditats, l'any 1975 s'estima que el 20% de totes les cases estaven sense lavabo, un 1% sense il·luminació elèctrica, 34 % sense bany o dutxa fixa i 3% sense aigua corrent.